# Marine Rambach
 (décembre 2015).
Œuvres principales
- Colette pure et impure

Marine Rambach, née le 20 février 1976, est une essayiste et éditrice française.

## Biographie
Marine Rambach achève ses études de lettres par un mémoire sur Colette et son livre Le Pur et l'impur. Elle y étudie le traitement de l'homosexualité féminine et la réception du public.
Elle crée ensuite avec sa compagne Anne Rambach les éditions gaies et lesbiennes. Elles y lancent une collection de romans d'amour en écrivant deux titres sous des pseudonymes transparents.
Ensemble, elles écrivent à quatre mains des enquêtes sur les conditions de vie des intellectuels précaires ou sur la culture gay et lesbienne.
Marine Rambach se tourne ensuite vers la création de scénarios pour la télévision française avec sa femme Anne, qu'elle épouse le 24 juin 2013, à la mairie du 7ème arrondissement de Paris.

## AvecAnne Rambach
- Cœur contre cœur et Les Lois de l'amour, éditions gaies et lesbiennes, réédités en 2005.
- Les Intellos précaires, Fayard, 2001.
- La Culture gaie et lesbienne, Fayard, 2003.
- À vous de jouer ! Enquête tragi-comique sur les jeux-concours, Fayard, 2006.
- Les Nouveaux Intellos précaires, Stock, 2009
- Comment je suis devenue flic, Thierry Magnier, 2011
- Tout se joue à la maternelle, Thierry Magnier, 2012

## Scénarios, avecAnne Rambach
- Candice Renoir, France 2, saison 2 épisodes 4 et 7, saison 3 épisodes 3 et 10, saison 4 épisodes 3 et 8, saison 7 épisode 67 et saison 10 épisode 93.
- Engrenages, Canal plus, saison 5 épisode 10, saison 6 épisode 3, saison 7 épisodes 4 et 8,saison 8 épisodes 5 et 6
- Sur la Route (scénario de l'épisode 2 de la saison 3 de Alex Hugo) 2017
- Le jour où j'ai brûlé mon cœur, film diffusé sur TF1, 2018 (Prix média ENFANCE majuscule 2019 Catégorie Fiction[3])
- Ben, France 2, scénario et direction artistique, série de 6 épisodes[4].